# Charles Pierre
Charles Pierre (Alexandrie, 10 janvier 1865 - Ségry, 5 novembre 1941) est un explorateur français.

## Biographie
Il participe en 1898-1899 à l'expédition commerciale de Albert Bonnel de Mézières dans le haut Oubangui, accueilli à Bangui par le docteur Briand. il visite ainsi les sultanats de Bangassou, Rafaï et Zémio dans la vallée du Mbomou puis remonte la  Kotto jusqu'à Ndélé.
En 1903, il fonde la factorerie de Bakari sur le Mbomou, chez les Nzakara pour y pratiquer le commerce de l'ivoire et du caoutchouc. Pénétrant dans les marécages du Bahr el Ghazal (janvier 1904), il passe à Ouaou et atteint le Nil à Fachoda. Il le descend alors jusqu'à Khartoum. Il aura ainsi parcouru un itinéraire de six mille six cents kilomètres.
Il devient par la suite représentant de la Compagnie commerciale des Sultanats à Bangassou (1904-février 1912).
Il est fait chevalier de la Légion d'honneur le 11 janvier 1913.
Il est décédé le 5 novembre 1941 à Ségry, dans l'Indre.

## Travaux
- Voyage dans le haut Oubangui, Annales de géographie, 1902, p. 76-81
- « De Brazzaville au Caire par l'Oubangui et le Bahr-el-Ghazal », Bulletin de la Société de géographie commerciale,‎ mai-juin 1904, p. 363-384